# Henry Hollis Horton

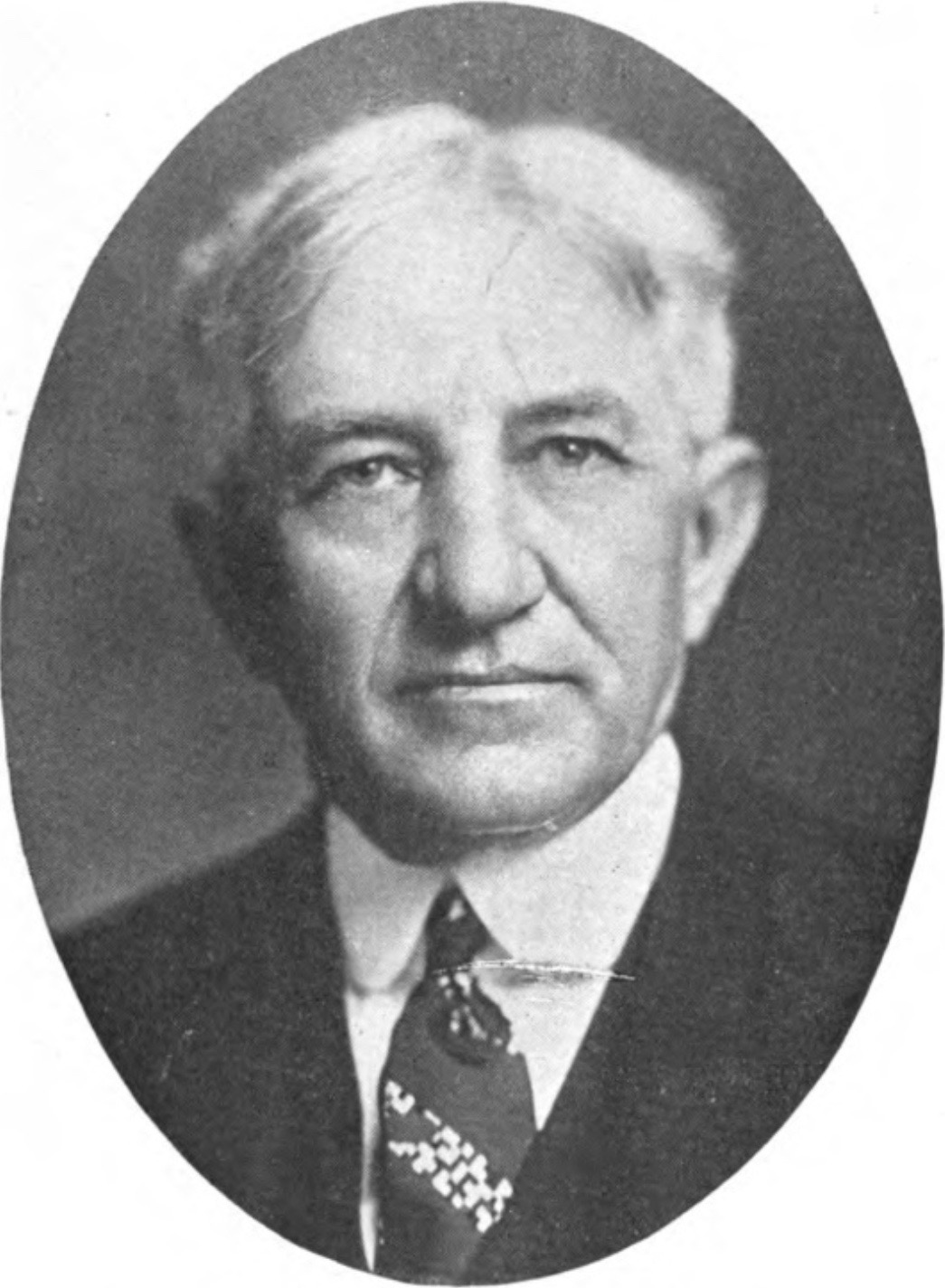
Henry Hollis Horton (1930)

Henry Hollis Horton (* 17. Februar 1866 in Princeton, Jackson County, Alabama; † 2. Juli 1934 in Chapel Hill, Tennessee) war ein US-amerikanischer Politiker und der 40. Gouverneur des Bundesstaates Tennessee.

## Frühe Jahre und politischer Aufstieg
Horton absolvierte 1888 das Winchester College und studierte anschließend bis 1892 an der University of the South in Sewanee Jura, wie die meisten anderen spätere Gouverneure von Tennessee. Er ließ sich im Marshall County als Anwalt nieder und begann gleichzeitig eine politische Karriere, als er Schulbezirksdirektor wurde. Von 1907 bis 1909 absolvierte er für die Demokratische Partei eine Legislaturperiode im Repräsentantenhaus von Tennessee. Außerdem war er Stadtrat in Winchester. In den folgenden Jahren bis 1926 war er im Marshall County wieder als Anwalt und Farmer tätig. Aus seiner Farm wurde der heutige Henry Horton State Park. 1926 wurde Horton in den Senat von Tennessee gewählt. Dort wurde er gleich Vorsitzender (Speaker). Dieses Amt war gleichbedeutend mit den Pflichten eines Vizegouverneurs. Als der amtierende Gouverneur Austin Peay 1927 im Amt verstarb, fiel ihm automatisch dessen Posten zu.

## Gouverneur von Tennessee
Hortons Aufgabe war es, die angefangene Amtszeit seines Vorgängers zu beenden. Zu dieser Zeit war die Demokratische Partei des Landes in zwei Fraktionen gespalten. Eine stand hinter dem inzwischen verstorbenen Gouverneur Peay, die andere wurde von dem ehemaligen, aber immer noch mächtigen Bürgermeister von Memphis, Edward Crump, beherrscht. Da Horton nicht genug eigene Erfahrung hatte, um das Amt des Gouverneurs auszuüben, suchte er Hilfe bei Luke Lea, einem früheren US-Senator. Lea war Besitzer mehrerer Zeitungen und im Banken- und Immobiliengeschäft tätig. Außerdem war er noch an verschiedenen anderen Unternehmungen beteiligt. Lea, wie Horton ein Anhänger der Prohibition, hatte die Politik von Gouverneur Peay unterstützt und war ein Rivale von Crump. Schon bald stellte sich heraus, dass Lea seine Beratertätigkeit für eigene Zwecke gebrauchte. Er nutzte die unter Peay geschaffene starke Position des Gouverneurs aus und beherrschte durch Horton die Regierung. Lea konnte Regierungsmitglieder nach eigenem Gutdünken ernennen oder entlassen. Damit bediente er sich der gleichen Mittel wie sein Rivale Crump in Memphis. Gouverneur Horton wurde mehr und mehr zu einem Strohmann von Lea. Dieser wiederum stand in enger geschäftlicher Verbindung mit einem Bankier namens Rogers Caldwell. Lea vergab Straßenarbeiten ohne öffentliche Ausschreibungen an Firmen, die Caldwell gehörten, und investierte auch öffentliche Gelder in dessen Unternehmen und Banken.
Als 1928 die nächsten Wahlen anstanden, fiel es Lea nicht schwer, mit Hilfe seiner eigenen Medien die Wiederwahl von Horton zu erreichen. Bis dahin hatte der Staat durch den anhaltenden wirtschaftlichen Aufschwung auch noch keinen allzu großen Schaden genommen. Tennessee profitierte noch immer von der Politik von Peay. Leas Rivale Crump sah diese Entwicklung ungern. Er schloss einen Kompromiss mit Lea, der versprach, sich in Memphis aus Crumps Angelegenheiten herauszuhalten; dieser wollte dafür Horton bei der Wiederwahl 1930 unterstützen. So konnte Horton problemlos wiedergewählt werden.
Seit dem New Yorker Börsenkrach vom Oktober 1929 zogen dunkle Wolken auch über Tennessee. Einen Tag nach der Wahl von 1930 brach das Caldwell-Imperium zusammen. Damit verschwanden von einem Tag auf den anderen fast sieben Millionen Dollar aus dem Staatshaushalt von Tennessee, die Lea in Caldwell investiert hatte. Das Parlament von Tennessee setzte nun einen Untersuchungsausschuss ein, infolgedessen Lea und Caldwell angeklagt wurden. Horton wurde der Mittäterschaft beschuldigt und man erwog ein Amtsenthebungsverfahren. Crump war einer der eifrigsten Verfechter der Amtsenthebung. Ironischerweise hat gerade das dem Gouverneur sein Amt gerettet, weil vielen Abgeordneten eine Stimme für die Amtsenthebung Hortons auch als Stimme für Crump galt. Aber Crump und seine politischen Machenschaften wurden von vielen als nicht besser angesehen als die von Lea. Das Parlament stimmte mit 58:41 gegen eine Amtsenthebung.

## Lebensende und Tod
Allerdings konnte Horton nach diesen Ereignissen 1932 nicht wieder kandidieren. Er schied aus dem Amt aus und zog sich in sein Heim bei Chapel Hill zurück, wo er 1934 an einem Schlaganfall verstarb. Durch die Ereignisse seiner Amtszeit ging er unrühmlich in die Geschichte Tennessees ein.